# Operación Primavera de Juventud
La Operación Primavera de Juventud, en Hebreo: מבצע אביב נעורים) tuvo lugar en la noche del 9 y la madrugada del 10 de abril de 1973, cuando unidades de las fuerzas especiales de las Fuerzas de Defensa Israelíes atacaron varias blancos de la OLP en las ciudades libanesas de Beirut y Sidón. Esta incursión fue un suboperativo dentro de la más amplia campaña Cólera de Dios, cuyo objetivo era vengarse de la masacre de las Olimpiadas de Múnich ocurrida en septiembre del año anterior, y que tendría un efecto impactante en la OLP.
Según una carta remitida por Edouard Giiorra, embajador libanés en las Naciones Unidas, al Consejo de Seguridad de dicha organización, el número real de asesinados durante la operación fue de al menos una docena. Entre los fallecidos había dos agentes de seguridad y dos civiles libaneses, una anciana italiana, tres trabajadores sirios y cuatro palestinos. Por su parte, los israelíes sufrieron dos bajas.

## Trasfondo
En febrero de 1973, el comandante de la unidad de élite Sayeret Matkal, Ehud Barak, consiguió fotografías de tres líderes de la OLP:
- Muhammad Youssef Al-Najjar: veterano de OLP, previamente jefe de las ramas libanesas de Fatah, jefe de la organización interna de inteligencia de Fatah y líder de las operaciones para Septiembre Negro. Sus deberes eran el jefe del departamento político de la OLP y una de las autoridades de Yasser Arafat (terceros en la línea de la dirección de Fatah). Mataron también a su esposa, que intentó protegerlo.
- Kamal Adwan: responsable de actividades terroristas en Israel vía la Organización del Sector Occidental y Operaciones posteriores y Oficial de Inteligencia de Septiembre Negro, responsable de planear acciones terroristas contra objetivos israelíes en el extranjero.
- Kamal Nasser: poeta, portavoz de OLP y miembro del comité ejecutivo de OLP.[4]

Los hombres residían en dos edificios de siete pisos ubicados en el barrio de Verdún, en el oeste de Beirut. Los apartamentos albergaban a familias italianas, británicas y árabes. Al-Najjar tenía su domicilio en uno, mientras que Adwan y nasser vivían en el edificio de enfrente.
Barak y su equipo comenzaron a idear el triple asesinato. El plan final consistía en desembarcar a las fuerzas israelíes en la costa libanesa para que se infiltrasen en Beirut simulando ser turistas. Antes de la misión, se entrenaron en complejos de apartamentos similares en el norte de Tel Aviv. Algunos comandos se disfrazarían de mujeres, por lo cual se les enseñó a utilizar indumentaria femenina.

## La operación
A la 01:30 del 9 de abril, los comandos Sayeret Matkal llegaron a las playas libanesas en botes Zodiac, lanzados desde las naves lanzamisiles mar adentro. Agentes del Mossad aguardaron a las fuerzas en las playas en vehículos que habían alquilado el día anterior. Después, los condujeron a sus blancos y, más adelante, de nuevo a las playas para la evacuación.
Tres equipos Sayeret Matkal entraron en los edificios y colocaron explosivos en las puertas de los apartamentos de sus objetivos, mientras que un equipo de respaldo, dirigido por Barak, se quedó fuera y se puso en guardia para repeler tanto a refuerzos de la OLP como a las fuerzas de seguridad libanesas. Tras esto, los israelíes irrumpieron en los apartamentos, acribillaron a los tres milicianos, y se apoderaron de cuantos documentos pudieron encontrar. Según informes palestinos, Kamal Nasser, un cristiano, fue asesinado en presencia de su familia, y los agujeros de bala en su cuerpo formaban la señal de la cruz. La esposa de Al-Najjar murió durante el combate cuerpo a cuerpo, al igual que una anciana italiana. 
Simultáneamente, el equipo de apoyo se enfrentó a tiros con una docena de gendarmes libaneses, más los refuerzos de la OLP. Dos policías libaneses murieron. Las fuerzas que respondieron fueron repelidas, y los vehículos del Mossad fueron utilizados para la retirada de los agentes israelíes. Mientras conducían a la playa, se encontraron con un TBP libanés que patrullaba la zona. No hubo confrontación y continuaron hasta la playa, donde abandonaron los vehículos y embarcaron las lanchas Zodiac.
Al mismo tiempo, 14 paracaidistas de la 35.ª Brigada israelí, vestidos de civil y dirigidos por Amnon Lipkin-Shahak, asaltaron un edificio de varios pisos que albergaba a los milicianos del Frente Popular para la Liberación de Palestina. Al ingresar, se encontraron con tenaz resistencia de los 100 palestinos que custodiaban el edificio. Elementos del FPLP que se encontraban en los pisos superiores, intentaron varias veces para tomar el ascensor hasta la planta baja y unirse a la batalla, pero cada equipo fue aniquilado por las fuerzas especiales israelíes que esperaban cerca de las puertas. El equipo logró colocar una carga explosiva en el interior del edificio y detonarla, causando un derrumbe parcial. Lipkin-Shahak solicitó entonces una evacuación aérea. La evacuación fue llevada a cabo por helicópteros de la Fuerza Aérea de Israel. Dos soldados israelíes y decenas de combatientes del FPLP murieron durante los combates.
Otros comandos Shayetet 13 atacaron los cuarteles del Fatah en el sector de Gaza, dos talleres del Fatah en el norte y sur de Beirut, respectivamente, así como el principal garaje de vehículos de la OLP, al sur de Sidón.
Barak fue más adelante condecorado por el valor de su conducta en esta operación.

## En la cultura popular
La operación fue representada en la película Múnich, de Steven Spielberg, aunque fue criticada por la inexactitud de la recreación de los hechos.[cita requerida]